# Велика Рача
Вели́ка Ра́ча — село в Україні, у Радомишльській міській територіальній громаді Житомирського району Житомирської області. Чисельність населення становить 826 осіб (2001). У 1923—2017 роках — адміністративний центр колишньої однойменної сільської ради.

## Загальна інформація
Розташоване на берегах річки Глухівка, притоки Тетерева, за 9 км північно-східніше від Радомишля та за 20 км від залізничної станції Ірша.

## Населення
В середині 19 століття нараховувалося 450 мешканців, у другій половині 19 століття — 672 мешканці.
Станом на 1885 рік в селі мешкало 552 особи, налічувалося 87 дворових господарств.
Наприкінці 19 століття кількість населення становила 946 осіб, з них чоловіків — 460 та 486 жінок, дворів — 166, або 702 мешканці та 145 дворів.
Відповідно до результатів перепису населення Російської імперії 1897 року, загальна кількість мешканців села становила 944 особи, з них: православних — 910, чоловіків — 457, жінок — 487.
Станом на 1972 рік кількість населення становила 1 098 осіб, дворів — 427.
Відповідно до результатів перепису населення СРСР, кількість населення, станом на 12 січня 1989 року, становила 925 осіб. Станом на 5 грудня 2001 року, відповідно до перепису населення України, кількість мешканців села становила 826 осіб.

### Мова
Розподіл населення за рідною мовою за даними перепису 2001 року:
| Мова       | Відсоток |
| ---------- | -------- |
| українська | 98,91 %  |
| російська  | 1,09 %   |

## Історія
Перша писемна згадка про село датується 1758 роком. Згадується в люстрації Київського воєводства 1754 року, як село, що належало до радомишльського ключа. Сплачувало 4 злотих і 21 грош до замку та 18 злотих і 24 гроші до скарбу.
В середині 19 століття — сільце Радомисльського повіту Київської губернії, на струмку Глухівка, входило до православної парафії у Чудині (1 верста). Належало до межиріцького маєтку.
У другій половині 19 століття — сільце Чудинської волості Радомисльського повіту, на річці Глухівка, лівій притоці Тетерева, за 2 версти північно-західніше Чудина. В документах зустрічається назва Рачин (пол. Raczyn). В селі була гуральня. Селянам належало 1 296 десятин землі, за яку сплачували 1 053 руб. 81 коп. викупу щороку. Межиріцька власність Злотницьких, раніше належало до радомишльського (поліського) ключа маєтків київських уніатських митрополитів.
Станом на 1885 рік — колишнє власницьке сільце Вишевицької волості Радомисльського повіту Київської губернії. Були заїзд, винокурня.
Наприкінці 19 століття — власницьке сільце Вишевицької волості Радомисльського повіту Київської губернії. Відстань до повітового центру, м. Радомисль, де розміщувалася також найближча поштово-телеграфна станції — 15 верст, до волосного центру, с. Вишевичі, де розміщувалася також поштова земська станція — 3 версти, до найближчої залізничної станції Фастів — 85 верст. Основним заняттям мешканців було рільництво. Землі — 1 557 десятин, з них поміщикам належало 571 десятина, селянам — 986 десятин. Село належало А. І. Злотницькому, господарство вів управитель В. Обух-Вощатинський, застосовував трипільну сівозміну, як і селяни. В селі були школа грамоти, поміщицький водяний млин, запасна комора хліба. Пожежна частина складалася з 4 бочок та 4 багрів.
У 1923 році увійшло до складу новоствореної Великорачанської сільської ради, яка, 7 березня 1923 року, включена до складу новоутвореного Радомишльського району Малинської округи, адміністративний центр ради.

Меморіал воїнам-визволителям у с. Велика Рача.

На фронтах Німецько-радянської війни воювали 315 селян, 119 з них загинули, 150 нагороджені орденами й медалями. На їх честь у 1956, 1961 та 1965 роках споруджено пам'ятники.
В радянські часи в селі розміщувалася центральна садиба колгоспу, який обробляв 3 936 га земель, з них 2 689 га — рілля. Господарство спеціалізувалося на вирощуванні зернових культур, льону, картоплі, мало розвинуте м'ясо-молочне тваринництво та птахівництво. У 1972 році запущено цегельний завод. 29 колгоспників нагороджено орденами й медалями СРСР, зокрема голову колгоспу Д. Ф. Петрова — двома орденами Леніна та орденом Жовтневої Революції, колишню ланкову М. М. Чорну — орденом Леніна.
В селі були восьмирічна школа, будинок культури, бібліотека, фельдшерсько-акушерський пункт, дитячі ясла.
30 грудня 1962 року, відповідно до указу Президії Верховної ради Української РСР «Про укрупнення сільських районів до розмірів територій виробничих колгоспно-радгоспних управлінь», село, в складі сільської ради, включене до Малинського району. 4 січня 1965 року повернуте до складу відновленого Радомишльського району Житомирської області.
16 травня 2017 року увійшло до складу новоствореної Радомишльської міської територіальної громади Радомишльського району Житомирської області. Від 19 липня 2020 року, разом з громадою, в складі новоствореного Житомирського району Житомирської області.

## Відомі люди
- Кривенко Дмитро Тарасович (1941—1994) — український філософ, один з розробників ідеології РУХу й Просвіти та альтернативної української філософії радянських часів.
- Кривенко Костянтин Тарасович (1935—2016) — український економіст, професор, автор відомих підручників.
- Кривенко Лідія Тарасівна (1937—2017) — український та радянський правознавець в галузі конституційного права, член-кореспондент Національної академії правових наук України.